# ごくらく生テレビ
『ごくらく生テレビ』（ごくらくなまテレビ）は、1992年3月30日に『峰クンしげるのごくらく生テレビ』と題してスタートし、1993年4月2日まで、日本テレビ系列局で放送された生活情報番組。放送時間は毎週月曜 - 金曜 15:00 - 15:45 (JST) 。

## 概要
メイン司会は、初回から最終回まで峰竜太が務めた。峰にとっては本格的な番組司会はこれが初めてであり、この番組を契機にタレント活動の重点を俳優業から司会業へとシフトしていくことになった。当初は梶原しげるも司会に加わっていたが、梶原は諸事情により半年で降板し、以後は替わって酒井ゆきえが出演するようになった。タイトルも『ごくらく生テレビ!』を改題した。
基本的に芸能・社会ネタを排除し、生活情報のみで構成。「峰クンのほめだおしグルメ」などのコーナーがあり、金曜日には皇室特集もあった。スタジオは『午後は○○おもいッきりテレビ』と同一で、生放送だったためセットも一部共用していた。

## 司会
- 峰竜太（第1回 - 最終回）
- 梶原しげる（第1回 - 1992年10月）
- 酒井ゆきえ（1992年10月 - 最終回）

## ネット局
- 日本テレビ（製作局）
- 札幌テレビ（1992年6月打ち切り）
- 青森放送
- テレビ岩手
- ミヤギテレビ
- 福島中央テレビ
- テレビ新潟
- テレビ信州
- 静岡第一テレビ
- テレビ金沢
- 中京テレビ
- 読売テレビ
- 日本海テレビ
- 山口放送（当番組からネット開始）
- 西日本放送
- 広島テレビ
- 南海放送
- 福岡放送
- 長崎国際テレビ
- くまもと県民テレビ

### ネット局に関する備考
- 札幌テレビは放送開始から3ヶ月後に打ち切りとなり、ドラマ再放送枠となったが、貴花田（現・貴乃花親方）と宮沢りえの婚約会見の模様が放送された回を単発番組としてネットした。
- 秋田放送・山梨放送・北日本放送・四国放送・高知放送、クロスネットの山形放送・福井放送・テレビ大分・テレビ宮崎・鹿児島テレビでは一度も放送されなかった。

| 日本テレビ 平日15:00 - 15:45 | 日本テレビ 平日15:00 - 15:45                                                              | 日本テレビ 平日15:00 - 15:45                         |
| 前番組                       | 番組名                                                                                    | 次番組                                               |
| ---------------------------- | ----------------------------------------------------------------------------------------- | ---------------------------------------------------- |
| キャッチ                     | 峰クンしげるのごくらく生テレビ ↓ ごくらく生テレビ! 【この番組まで日本テレビが単独で制作】 | ザ・ワイド ※13:55 - 15:50 【読売テレビとの共同制作】 |